# Колонија (Њу Џерзи)
Колонија (енгл. Colonia) насељено је место без административног статуса у америчкој савезној држави Њу Џерзи.

## Демографија
По попису из 2010. године број становника је 17.795, што је 16 (-0,1%) становника мање него 2000. године.
| Група             | 2000.          | 2010.          |
| Белци             | 14.713 (82,6%) | 13.084 (73,5%) |
| Афроамериканци    | 847 (4,8%)     | 936 (5,3%)     |
| Азијати           | 1.124 (6,3%)   | 1.904 (10,7%)  |
| Хиспаноамериканци | 886 (5,0%)     | 1.649 (9,3%)   |
| Укупно            | 17.811         | 17.795         |